# Saunders King
Saunders Samuel King (Caddo Parish, 13 maart 1909 – San Rafael (Californië), 31 augustus 2000) was een Amerikaanse blues- en r&bzanger en -gitarist.

## Biografie
Saunders King werd geboren in Staples, Louisiana, in Caddo Parish. Hij was de zoon van een prediker en zong in de kerk van zijn vader, terwijl hij opgroeide in Houston (Texas) en vervolgens in Oakland (Californië). Op jongere leeftijd leerde hij piano, banjo en ukelele spelen, maar hij wisselde pas in 1938 naar de gitaar. Eind jaren 1930 zong hij bij de Southern Harmony Four bij NBC-radio en besloot hij bluesmuziek te gaan spelen. Hij bracht het nummer S.K. Blues uit in 1942, wat een grote landelijke hit werd. Het nummer bevatte elektrische bluesgitaar bij een van de eerste opnamen.
King had in de jaren 1940 een reeks tegenslagen die zijn carrière schaadden. Zijn vrouw pleegde zelfmoord in 1942, zijn huisbaas schoot hem in 1946 neer met een .45-kaliber pistool en kort daarna werd hij gevangengezet wegens bezit van heroïne. Hij nam op voor Aladdin Records, Modern Records en Rhythm Records en had in 1949 twee r&b-hits met Empty Bedroom Blues (#9) en Stay Gone Blues (#14). Hij stopte met actief optreden in 1961 en wijdde zich aan het werk in de kerk. Enige tijd daarna was zijn dochter Deborah King getrouwd en in 1979 speelde hij met zijn schoonzoon Carlos Santana op het album Oneness.

## Overlijden
Saunders King raakte verlamd door een beroerte in 1999 en overleed in augustus 2000 op 91-jarige leeftijd.
- Bibliothèque nationale de France: cb14037013c (data)
- International Standard Name Identifier: 0000 0003 7398 8008
- Library of Congress Control Number: no96039081
- MusicBrainz: f5bdbc74-473d-427f-a0a2-0e915ce4d431
- Virtual International Authority File: 66666168
- WorldCat: E39PBJkCYDyc8RQyTK3hkKtMyd